# La Ruse inutile
Pour plus de détails, voir Fiche technique et Distribution.
La Ruse inutile (titre original : Red River Range) est un film américain réalisé par George Sherman, sorti en 1938.

## Synopsis
L'association des éleveurs de Red River demande de l'aide pour lutter contre les voleurs de bétail. Stony Brooke, Tucson Smith et Lullaby Joslin sont envoyés à Red River. En chemin ils rencontrent un vieil ami, Tex Reilly, et décident de faire passer ce dernier pour Stony pendant que celui-ci intégrera la bande des voleurs.

## Fiche technique
- Titre original : Red River Range ou The Three Mesquiteers
- Titre français : La Ruse inutile ou Les Diables de la prairie[1]
- Réalisation : George Sherman
- Scénario : Stanley Roberts, Betty Burbridge, Luci Ward
- Photographie : Jack A. Marta
- Montage : Tony Martinelli
- Musique : William Lava, Alberto Colombo
- Production associée : William Berke
- Société de production : Republic Pictures
- Société de distribution : Republic Pictures
- Pays d'origine :  États-Unis
- Langue originale : anglais
- Format : noir et blanc — 35 mm — 1,37:1 — son Mono (	RCA Victor "High Fidelity" Sound System)
- Genre : Western
- Durée : 56 minutes
- Dates de sortie : 
  - États-Unis : 22 décembre 1938
  - France : 6 septembre 1946[1]

## Distribution
- John Wayne : Stony Brooke
- Ray Corrigan : Tucson Smith
- Max Terhune : Lullaby Joslin
- Polly Moran : Mme Maxwell
- Lorna Gray : Jane Mason
- Kirby Grant : Tex Reilly
- Sammy McKim : Tommy Jones
- William Royle : Payne
- Perry Ivins : Hartley
- Stanley Blystone : Randall
- Lenore Bushman : Evelyn Maxwell
- Burr Caruth : Pop Mason
- Roger Williams : Shérif Wood
- Earl Askam : Morton
- Olin Francis : Kenton